# Euroamphicyon olisiponensis
Az Euroamphicyon olisiponensis az emlősök (Mammalia) osztályának ragadozók (Carnivora) rendjébe, ezen belül a fosszilis medvekutyafélék (Amphicyonidae) családjába és az Amphicyoninae alcsaládjába tartozó faj.
Az eddigi felfedezések szerint, nemének az egyetlen faja.

## Tudnivalók
Az Euroamphicyon olisiponensis Európa területén fordult elő, a miocén kor idején.
Ez az állat a nagyobb testű Amphicyonidae-k közé tartozott. Viranta őslénykutató vizsgálata következtében, arra az eredményre jutott, hogy ez az ősragadozó körülbelül 138,59 kilogrammot nyomhatott.

## Fordítás
- Ez a szócikk részben vagy egészben  az   Euroamphicyon című angol Wikipédia-szócikk ezen változatának fordításán alapul.  Az eredeti cikk szerkesztőit annak laptörténete sorolja fel. Ez a jelzés csupán a megfogalmazás eredetét és a szerzői jogokat jelzi, nem szolgál a cikkben szereplő információk forrásmegjelöléseként.